# 후이잉훙
후이잉훙(중국어 정체자: 惠英紅, 병음: Huì Yīnghóng, 한자음: 혜영홍, 광둥어: Wai6 Jing1 Hung4 와이징훙, 영어: Kara Hui, 1960년 2월 2일 ~ )은 홍콩의 배우이다.

## 주요 이력
홍콩에서 출생하였으며 지난날 한때 중화인민공화국 지린 성 창춘을 거쳐 중화인민공화국 산둥 성 주청에서 잠시 유아기를 보낸 적이 있는 그녀는 1976년 영화배우 첫 데뷔하였다.

## 작품 목록

### 드라마
- 창세기2천지유정
- 묘취화
- 의천도룡기2000
- 홍희관

### 영화
- 강시: 리거모티스
- 워리어스 게이트
- 신비가족
- 해피니스
- 마담 K
- 접선궤담 2
- 대담하거나, 타락하거나, 아름다운
- 심원
- 천룡팔부: 교봉전 - 루안싱주 역